# UTC±00:00
UTC±00:00 est un fuseau horaire, sans décalage par rapport à UTC.

## Zones concernées

### Toute l'année
UTC±0 est utilisé toute l'année dans les pays et territoires suivants :
- Burkina Faso ;
- Côte d'Ivoire ;
- Danemark : Groenland (région de Danmarkshavn, au nord-est) ;
- Gambie ;
- Ghana ;
- Guinée ;
- Guinée-Bissau ;
- Islande ;
- Liberia ;
- Mali ;
- Mauritanie ;
- Norvège : Île Bouvet (inhabitée) ;
- Royaume-Uni : Sainte-Hélène, Ascension et Tristan da Cunha ;
- Sao Tomé-et-Principe[1] ;
- Sénégal ;
- Sierra Leone ;
- Togo.

### Heure d'hiver (hémisphère nord)
Les zones suivantes utilisent UTC±0 pendant l'heure d'hiver (dans l'hémisphère nord) et UTC+1 à l'heure d'été, appelée Western European Summer Time :
- Danemark : Îles Féroé ;
- Espagne : Îles Canaries ;
- Irlande ;
- Portugal : métropolitain et Madère ;
- Royaume-Uni : Îles Britanniques (y compris l'Île de Man et les Îles Anglo-Normandes).

### Heure d'hiver (hémisphère sud)
Aucune zone n'utilise UTC±0 pendant l'heure d'hiver (dans l'hémisphère sud) et UTC+1 à l'heure d'été.

### Heure d'été (hémisphère nord)
Les zones suivantes utilisent UTC±0 pendant l'heure d'été (dans l'hémisphère nord) et UTC-1 à l'heure d'hiver :
- Danemark : Groenland (région d'Ittoqqortoormiit) ;
- Portugal : Açores.

### Heure d'été (hémisphère sud)
Aucune zone n'utilise UTC±0 pendant l'heure d'été (dans l'hémisphère sud) et UTC-1 à l'heure d'hiver.

### Autre usage
- Maroc (uniquement pendant le ramadan), UTC+1 sinon[2].

## Géographie
UTC±0 correspond en théorie à une zone dont les longitudes sont comprises entre 7,5° W et 7,5° E et l'heure initialement utilisée correspondait à l'heure solaire moyenne du méridien de Greenwich (référence supplantée par UTC en 1972).
Le point le plus occidental où UTC±0 s'applique (sans heure d'été) est Bjargtangar, sur la péninsule nord-ouest de l'Islande (65° 30′ N, 24° 32′ O). L'heure civile y est 1 h 38 en avance par rapport à l'heure solaire moyenne locale.
Inversement, le point le plus oriental d'UTC±0 est situé sur l'île Principe de São Tomé-et-Príncipe (1° 37′ N, 7° 24′ E).
Le fuseau horaire possède plusieurs appellations alternatives :
- Greenwich Mean Time (temps moyen de Greenwich, GMT), par abus de langage puisque le temps solaire moyen à l'observatoire de Greenwich n'est plus la référence des temps depuis 1972 ;
- Western European Time (temps de l'Europe de l'Ouest, WET)
- Zulu Time, car il lui est attribué la lettre Z (zulu en alphabet radio) dans la désignation alphabétique des fuseaux horaires.